# Дьйомре
Дьйомре (угор. Gyömrő) — місто в центральній частині Угорщини, у медьє Пешт. Населення — 13 904 осіб (2001).